# ゲオルク・ブルフミュラー

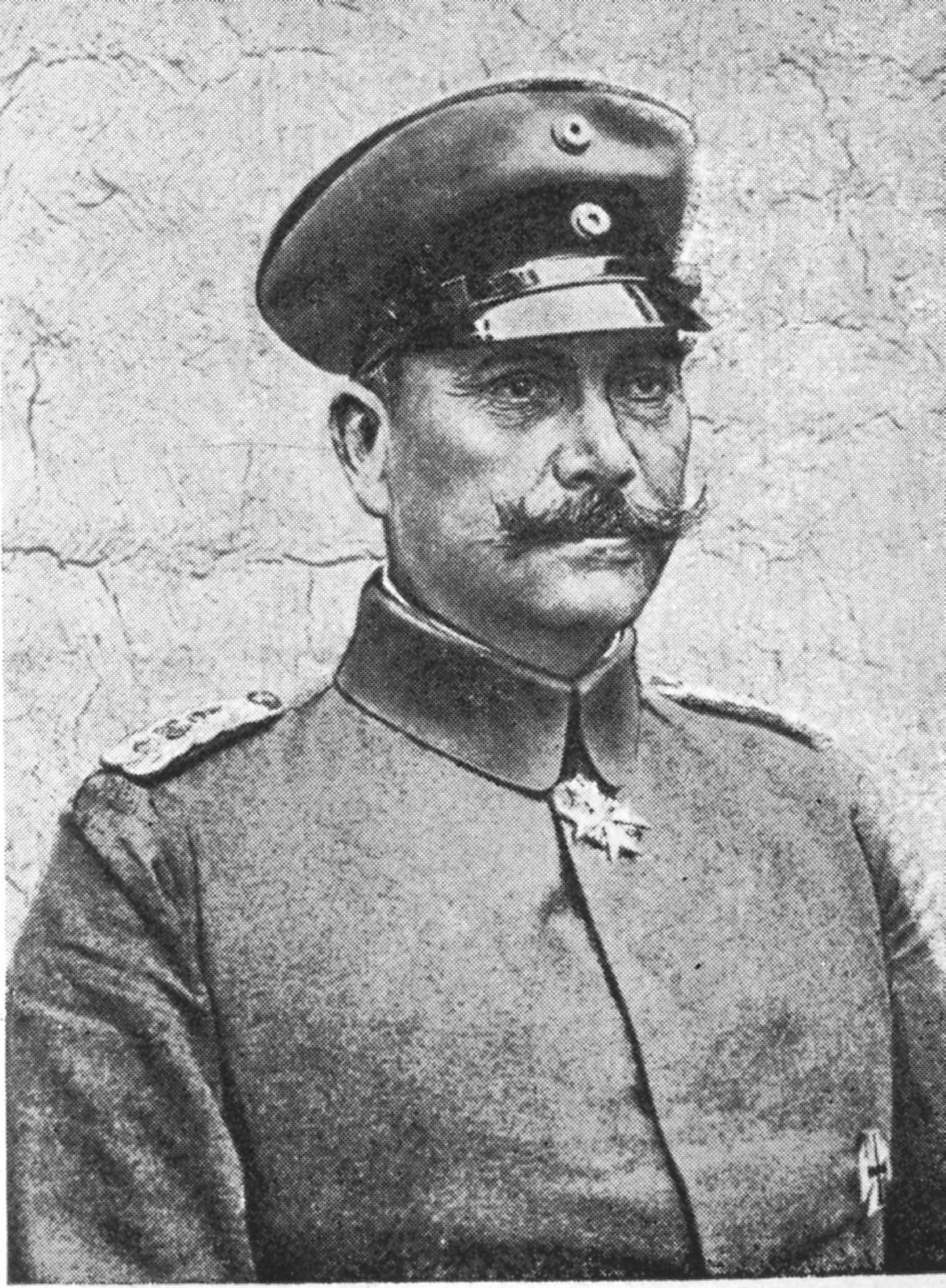
ブルフミュラー大佐

ゲオルク・ブルフミュラー（Georg Bruchmüller, 1863年12月11日 - 1948年1月26日）は、ドイツの軍人。第一次世界大戦中、ドイツ帝国陸軍に砲兵将校として勤務した。近代的かつ体系的な砲兵戦術の提唱者とされる。大戦中には姓と「突破」（Durchbruch, ドゥルヒブルフ）を掛けたドゥルヒブルフミュラー（Durchbruchmüller）の異名で知られた。

## 経歴
1863年、ベルリンの中産階級家庭にて生を受ける。
1883年8月9日、ケーニヒスベルクに駐屯する第1（東プロイセン）「フォン・リンゲル」徒歩砲兵連隊（Fußartillerie-Regiment „von Linger“ (Ostpreußisches) Nr. 1）に士官候補生(Fahnenjunker)として入隊。翌月、第8ライン徒歩砲兵連隊に移る。1884年3月13日、上級候補生（Fähnrich）に昇進。1885年2月14日、少尉（Sekondeleutnant）に昇進。1893年9月14日、中尉（Sekondeleutnant）に昇進。1896年8月18日、第4マクデブルク「エンケ」徒歩砲兵連隊に移った際に大尉（Hauptmann）に昇進し、中隊長に任命された。同連隊で3年務めた後、ユーターボークの徒歩砲兵射撃学校に駐屯する教導連隊に移る。1905年3月16日からは第13ホーエンツォレルン徒歩砲兵連隊（Hohenzollernschen Fußartillerie-Regiment Nr. 13）にて中隊長を務める。1907年2月15日からベルリンの上級砲術曹学校（Oberfeuerwerker-Schule）にて教官を務める。1908年10月18日に少佐（Major）へと昇進。1909年4月20日、上ライン要塞（Oberrhein-Befestigungen）に砲兵士官として配属される。同年9月14日から第2（第1ポンメルン）「フォン・ヒンデルジン」徒歩砲兵連隊（Fußartillerie-Regiments „von Hindersin“ (1. Pommersches) Nr. 2.）にて第2大隊長に任命される。1912年9月30日からは再び徒歩砲兵射撃学校にて教官として勤務。翌年、糖尿病の悪化を理由に除隊した。
第一次世界大戦が勃発すると再招集を受け、第86師団付き砲兵司令官（Artilleriekommandeur）として東部戦線に派遣された。間もなくして、ブルフミュラーは長期間の準備砲撃の効果が限定的であることを指摘した。当時、攻勢前には数週間に渡る弾幕射撃（Trommelfeuer）を実施することで防御陣地の破壊が試みられていたが、この戦術は砲弾および火砲自体の消耗が激しい上、無数の砲弾穴が残されることで対象地域への人間および使役動物による侵攻が困難となり、さらに攻勢開始までの時間的余裕を敵に与えることで奇襲効果を損なうといった欠点があった。
ブルフミュラーは、砲兵が担うべき使命を「自軍歩兵が対象地域を占領するまで敵を制圧し続けること」と位置づけた。彼は短時間のうちに可能な限りの砲火力を特定の敵陣地に集中させることでこれの達成を試みた。また、砲撃効果を高めるべく、自軍砲戦力を口径や射程によって細分した。通信網が整備されていなかったため、これらの戦力は周到な計画のもと作成されたスケジュール表に従って連携し、砲撃を実施した。各種砲の連携は、いわゆる移動弾幕射撃（Feuerwalze）を実現し、これによって攻撃中の自軍歩兵の目前の地域に砲撃を集中させることが可能となった。基本的な戦術は、まず帯状に指定された対象範囲へ数分間の砲撃を行い、その後100mほど対象範囲を前進する。そしてこれに協働し、砲撃が完了した地域へ歩兵を送り込むというものだった。
この戦術は1916年4月のナラチ湖の戦いにて初めて採用され、成功を収めた。1917年9月のリガ攻勢ではさらに拡張され、現在でも用いられる砲兵戦術の原型となった。これは偵察機が持ち帰った航空写真の情報を反映した砲撃地図や余分な砲撃を削減するための複雑なスケジュール表の採用、効力射、染色射（毒ガス砲撃）、移動弾幕射撃の連携による敵砲兵の制圧、および短時間での集中砲撃といった要素で構成されていた。数日のうちにリガのロシア軍橋頭堡は破壊され、ドイツ軍によって市街は占領された。やがてこの砲兵戦術は大攻勢の作戦計画にも取り入れられ、ブルフミュラーは突撃歩兵との連携を戦術に組み込んだ。この中で爆薬投射器、特殊歩兵砲（Infanteriebegleitgeschütze）あるいは突撃砲（Sturmkanonen）と称される軽量火砲などと共に歩兵に随伴し、敵陣地への攻撃に際し直接支援を行うためのチーム、すなわち前線砲兵（Gefechtsfeldartillerie）が組織されるようになった。この新戦術において、突撃歩兵が自力で敵陣地を占領する必要はなくなり、不要な戦闘を避つつ敵陣地への突破口の確保に集中し、後続の友軍歩兵の到着を待つこととされた。新戦術は大戦末期に発動されたドイツ側の攻勢（1917年カポレット、1918年春季攻勢）にて成功を収めている。これらの攻勢では二重の移動弾幕射撃が実施された。最初の砲撃では、敵砲兵陣地を標的として揮発性刺激物（青十字弾、現代でいう嘔吐剤や催涙剤に相当）および致死性窒息剤（緑十字弾）を用いた染色射が行われた。砲弾の割合は榴弾3割、ガス弾7割だった。続く2度目の砲撃では榴弾のみが使用された。
ブルフミュラーはドイツ軍人としていくつかの勲章を受章した。例えば、1917年5月1日にプール・ル・メリット勲章を受章し、また1918年3月26日には柏葉章が付されている。
敗戦後はドイツ陸軍最高司令部（OHL）にて特別砲兵総監（Artillerie-General zbV）および西部戦線重砲兵室長（Chef der schweren Artillerie an der Westfront）を務めた。1919年1月18日、正式な動員解除の通達を受けて退役した。
1939年8月27日、タンネンベルクの戦いを記念したタンネンベルクの日（Tannenbergtag）の式典において、名誉陸軍少将の称号が贈られた。

## 注
1. ↑  第二次世界大戦中に使われた装甲戦闘車両の突撃砲は、Strumgeschützeと呼ばれる。

## 著作
- Die deutsche Artillerie in den Durchbruchschlachten des Weltkrieges. E.S. Mittler & Sohn Berlin 1921, DNB-IDN 57253728X
- Die Artillerie beim Angriff im Stellungskrieg. Verlag „Offene Worte“ Berlin/Charlottenburg 1926, DNB-IDN 579260917
- Sippen meiner Ahnen und ihre engere Heimat. Berlin 1938